# Kimberleyeleotris
Kimberleyeleotris is een geslacht van straalvinnige vissen uit de familie van de slaapgrondels (Eleotridae).

## Soorten
- Kimberleyeleotris hutchinsi Hoese & Allen, 1987
- Kimberleyeleotris notata Hoese & Allen, 1987